# JA Drancy
Jeanne d'Arc de Drancy, kortweg JA Drancy of JAD, is een Franse omnisportvereniging uit Drancy (Seine-Saint-Denis) waarvan de voetbalafdeling het bekendst is. De club, die opgericht werd in 1903, is vernoemd naar Jeanne d'Arc.

## Voetbal
In 2007 promoveerde de club naar de Championnat de France Amateur 2 maar voldeed niet aan de eisen van de bond voor promotie. In 2008 werd de club kampioen en promoveerde nu wel. In 2010 bereikte de club het Championnat de France amateur. Na een derde plaats in het Championnat National 2 in 2018, promoveerde de club voor het eerst naar het Championnat National. Het succes was van korte duur, hierna volgde twee degradaties op rij zodat de club in 2020 terug in de vijfde klasse speelt. 